# Glenridding Beck
Der Glenridding Beck ist ein Fluss im Lake District, Cumbria, England. Der Glenridding Beck entsteht an der Nordseite des Helvellyn und fließt an der Nordseite des Catstye Cam in östlicher Richtung. Der Fluss mündet in der Siedlung Glenridding in den Ullswater See.
Das Wasser des Glenridding Beck wurde im 19. Jh. für die Arbeit in den Minen im Tal von Glenridding verwendet und dazu das Wasser des Red Tarn, mit dem er über den Red Tarn Beck verbunden ist, aufgestaut. Die Staumauer am Red Tarn ist nicht mehr funktionsfähig und der Wasserfluss wieder normal.